# Mimozotale longipennis
Mimozotale longipennis är en skalbaggsart som först beskrevs av Maurice Pic 1927.  Mimozotale longipennis ingår i släktet Mimozotale och familjen långhorningar. Inga underarter finns listade i Catalogue of Life.